# Epirhyssa baltazarae
Epirhyssa baltazarae là một loài tò vò trong họ Ichneumonidae.